# Великосельский, Николай Дмитриевич
Николай Дмитриевич Великосельский — советский хозяйственный, государственный и политический деятель.

## Биография
Родился в 1921 году в Семипалатинске. Член КПСС
Участник Великой Отечественной войны, командир противотанковой батареи, разведчик в 16-й партизанской бригаде, переводчик немецкого языка на радиостанции прослушивания. С 1947 года — на хозяйственной, общественной и политической работе. В 1947—1981 гг. — конструктор, заместитель главного конструктора Центрально конструкторского бюро «Вымпел», главный конструктор Севастопольского морского завода имени С. Орджоникидзе.
За создание отечественного тяжёлого морского плавкраностроения на базе семейства высокоэффективных самоходных плавучих кранов «Черноморец» и «Богатырь» многоцелевого назначения был как руководитель работы удостоен Государственной премии СССР в области науки и техники 1974 года.
Умер в Севастополе в 1981 году.